# Taperuçu-preto
Andorinhão-sombrio, taperuçu-preto ou andorinhão-preto-da-cascata (nome científico: Cypseloides fumigatus) é uma espécie de ave pertencente à família dos apodídeos. Pode ser encontrada na Argentina, Bolívia, Brasil e Paraguai. Seus habitats naturais são florestas temperadas, floresta de planície úmida tropical ou subtropical, e florestas secundárias altamente degradadas.